# 雅加達城區站
雅加達城區站（車站編號：JAKK）是印度尼西亞爪哇島雅加達老城區一個鐵路總站，原名「巴達維亞南站」（Batavia Zuid）、「東鐵站」（至20世紀初，得名於巴達維亞東方鐵路公司）。
雅加達城區站和甘密埔站、干冬墟站、老巴剎站一樣，是雅加達的鐵路車站，辦理城際列車業務，旅客可在本站乘坐阿爾戈號列車，前往爪哇島各地。本站也是三條通勤鐵路綫的總站，乘客可在本站乘車往返雅加達都會區各大城鎮。